# Ярославський ґумокомбінат
Ярославський ґумо-азбестовий комбінат (ЯРАК) — велике об'єднання промислових підприємств, збудованих за часів Першої п'ятирічки в Ярославлі; розформовано 1941 року.
1928 року було прийнято постанову ВРНГ про будівництво в Ярославлі резино-азбестового комбінату, який включав механічний, шинний, азбестовий, підошвений, регенераторний заводи, кордну фабрику і теплоцентраль. Ярославський резино-азбестовий комбінат — найбільший об'єкт Першої п'ятирічки (1929–1933) в Ярославській області. Відповідно до проекту він мав стати найбільшим в Європі та переробляти 75 % загальносоюзного, тобто 20 % світового виробництва каучуку. Найважливіша частина комбінату — шинний завод — мав виробляти автопокришки практично для всієї автомобільної й тракторної промисловості СРСР. Одночасно з комбінатом будувалась і його інфраструктура — житлові будинки, клуб «Гігант», фабрика-кухня, школи й дитсадки, лікарня і баня.

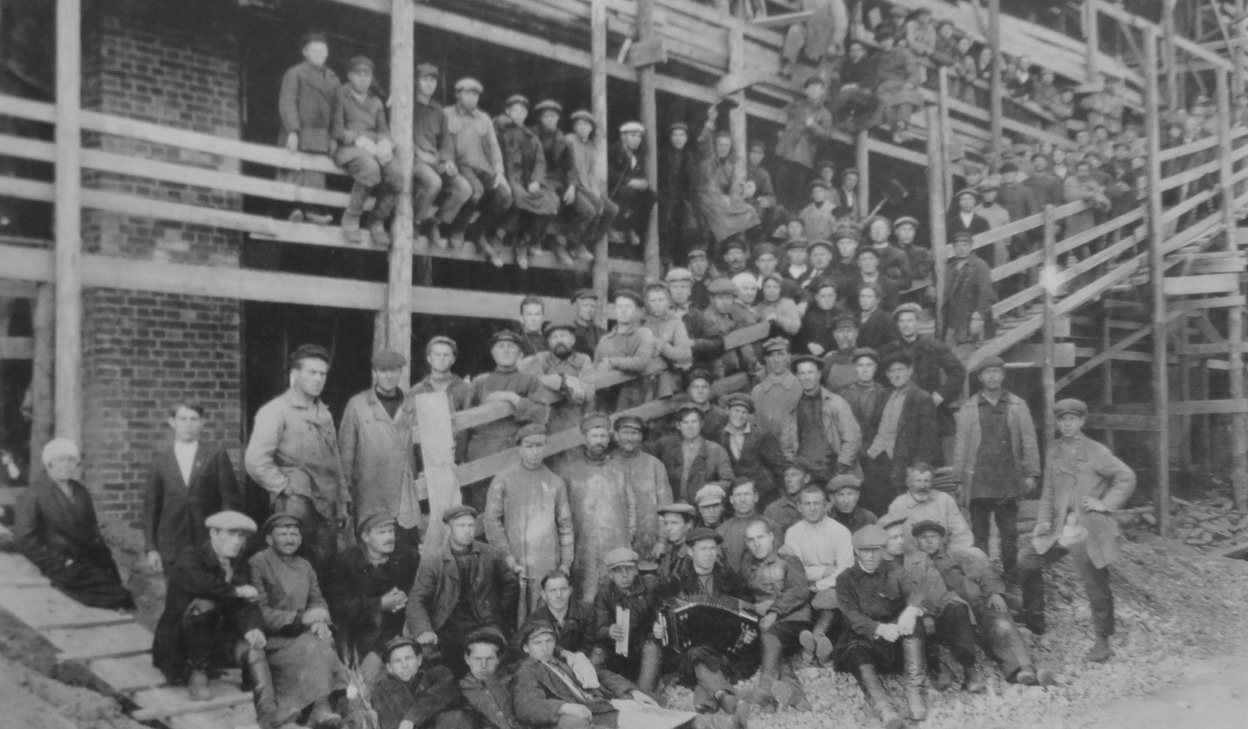
Воскресник на будівництві резинокомбінату. 1929 рік.

Будівництво почалось 1929 року на північній околиці міста — на березі Волги. В будівництві узяли участь понад 20 тисяч селян Ярославської, Костромської та інших губерній. Будівництво, як і більшість на той час, було слабо оснащено технічно, будівельники проживали у бараках, їм не вистачало продовольства. В процесі будівництва здійснювалось активне співробітництво з американськими спеціалістами.
Для комбінату вже під час будівництва було підготовлено без відриву від виробництва понад 5000 кваліфікованих робітників, понад 800 робітників і техніків були з інших міст. 7 листопада 1932 року було виготовлено першу автопокришку.
За часів Другої п'ятирічки (1934–1938) на комбінаті тривало будівництво. Виробництво автопокришок 1935 року збільшилось майже у 40 разів у порівнянні з 1933 роком. Ярославські покришки успішно пройшли випробування. У 1936–1938 роках силами Волгобуду на іншому березі Волги для комбінату було зведено дослідний завод «Резинотехніка».
Наприкінці 1930-их років комбінат опинився у важкому становищі: спеціалістів не вистачало, робітники були погано підготовлені — в результаті упродовж кількох років не вдавалось виконати план. На добу випускалось удвічі менше покришок, ніж за проектом (10 тисяч). Однак, атмосфера страху, що встановилась на заводі в результаті тотальних доносів і репресій, дозволила 1938 року перейти на випуск 12 тисяч покришок на добу. 1939 року ЯРАК за досягнуті успіхи нагороджений орденом Леніна.
1941 року комбінат було ліквідовано, його складові стали самостійними заводами.